# 関税割当制
関税割当制（かんぜいわりあてせい、tariff-rate quota、TRQまたはTQ）は、競合する輸入品から国内製品を保護する事を目的とした通商政策である。
関税割当制は、輸入品を制限するために国が用いる「輸入割当制」と「関税」といった二つの政策を組み合わせたものである。
関税割当制は、それが割り当てられた品物についてあるレベルまでの輸入を可能にし、適切な程度の保護政策を提供することができる。
関税割当制度は、一定の数量以内の輸入品に限り、無税又は低税率（一次税率）の関税を適用して、需要者に安価な輸入品の提供を確保する一方、この一定数量を超える輸入分については比較的高税率（二次税率）の関税を適用することによって、国内生産者の保護を図る制度である。
1995年のウルグアイ・ラウンド農業合意では、世界貿易機関は加盟国間の農業製品の貿易についてクオータを設定することを禁止したが、
関税割当制度については、特定の国に対して差別的に適用しないことを条件として認められている。

## 一覧

### 米国
2018年の時点では、米国は特定の乳製品・牛肉・綿・グリーンオリーブ・ピーナッツ・ピーナッツバター・砂糖・特定の糖含有製品・タバコについて関税割当制を設定している。2002年には鉄鋼製品の輸入についてセーフガードを発動した際に設定したが、現在では終了している。

### 日本
関税割当制度の対象品目は、1961年度の制度導入以後、国内産業事情等の変化に応じて適宜追加及び廃止されてきている。1995年度よりウルグァイ・ラウンド（UR）において関税化することとされた品目のうち、国際的に約束したアクセス機会（基準年:1986年～1988年）の確保のため関税割当制度の対象として追加した11品目15枠（全て農林水産省所管品目）を含め、2018年度現在においては19品目28枠（うち農林水産省所管:17品目24枠/経済産業省所管:2品目4枠）となっている。
根拠法は、関税定率法第9条の２及びこれを準用する関税暫定措置法第8条の5第2項である。
関税定率法
（関税割当制度）
第九条の二　別表において税率が一定の数量を限度として定められている貨物のうち政令で定めるものについては、その税率は、当該一定の数量の範囲内において、当該貨物の使用の実績及び見込みその他国民経済上の必要な考慮に基づいて政府が行なう割当てを受けた者がその受けた数量の範囲内で輸入するものに適用する。
２　前項の割当ての方法、割当てを受ける手続その他同項の規定の適用に関して必要な事項は、政令で定める。
関税暫定措置法
（暫定税率の適用を受ける物品に対する特殊関税制度の適用）
第八条の五　(略）
２　関税定率法第九条の二の規定は、別表第一において税率が一定の数量を限度として定められている物品のうち政令で定めるものについて準用する。
これらの法律の規定を受けて関税割当制度に関する政令(昭和36年5月31日政令第153号)が制定されており関税割当となる具体的品目の指定及び割当数量が規定されている。関税割当数量は、毎年度ごと（需要変動の激しい一部農産品は上半期、下半期ごと）に、関税割当制度に関する政令で定められている。割当数量は、原則として国内需要見込数量から国内生産見込数量を控除した数量を基準とし、国際市況その他の条件を勘案して定めるとなっているが、関税化品目及び皮革、革靴は、「13,940トン（全乳換算数量とし、政令で定めるところにより換算するものとする。）を基準とし、前年度における輸入数量、国際市況その他の条件を勘案して政令で定める数量」のように基準の数量が法律で規定されている。これはWTO協定に最小数量が規定されているためである。品目については下記を参照。なおこれらの品目に中には抱き合わせ方式と呼ばれる割当がされるものがある。これは同種の国産原料の引き取りを条件にその数量に比例して割り当てるもので、例えば2018年度におけるのナチュラルチーズの関税割当てにおいて「提出された書類に記載されたナチュラルチーズ使用実績数量及び使用計画数量を勘案して得る国産ナチュラルチーズ使用見込数量に2.5を乗じて得られる数量」を限度に割り当てるとなっている
農産品
- UR合意以前から関税割当制度の対象となっている品目（従来品目）

- とうもろこし
- ナチュラルチーズ
- 麦芽
- 糖蜜
- 無糖ココア調製品
- トマトピューレ及びトマトペースト
- パイナップル缶詰

- UR合意により関税割当制度の対象となった品目（関税化品目）

- その他の乳製品
- 脱脂粉乳
- 無糖練乳
- ホエイ等
- バター及びバターオイル
- 雑豆
- でん粉
- イヌリン及びでん粉調製品
- 落花生
- こんにゃく芋
- 調製食用脂
- 繭及び生糸

工業製品
- UR合意以前から関税割当制度の対象となっている品目（従来品目）

- 皮革（牛馬革（染着色等したもの）、牛馬革（その他のもの）、羊革・やぎ革（染着色等したもの））
- 革靴

上記に加えて、日本が締結している経済連携協定（EPA)において関税の譲許が一定の数量を限度として定められている物品について関税割当制度の対象になっているものがある。この国内実施規定は、関税暫定措置法第8条の6及びこれに基づく経済連携協定に基づく関税割当制度に関する政令(平成17年2月25日政令第35号)である。
関税暫定措置法
（経済連携協定に基づく関税割当制度）
第八条の六　経済連携協定において関税の譲許が一定の数量を限度として定められている物品で政令で定めるもの（次項に規定する物品を除く。）については、その譲許の便益は、当該一定の数量の範囲内において、当該物品の使用の実績及び見込みその他国民経済上の必要な考慮に基づいて政府が行う割当てを受けた者がその受けた数量の範囲内で輸入するものに適用する。
２　経済連携協定において関税の譲許が一定の数量を限度として定められている物品で政令で定めるもののうち輸出国（固有の関税及び貿易に関する制度を有する地域を含む。）が発給する証明書に基づき輸入国が割当てを行うこととされているものについては、その譲許の便益は、当該一定の数量の範囲内において、当該経済連携協定の我が国以外の締約国が発給する証明書に基づいて政府が行う割当てを受けた者がその受けた数量の範囲内で輸入するものに適用する。
３　前二項の割当ての方法、割当てを受ける手続その他前二項の規定の適用に関して必要な事項は、政令で定める。
EPAに基づく関税割当品目は、CPTPP協定に基づくものが34品目、日EU協定に基づくものが19品目、その他のEPAに基づくものが、農林水産省所管分が69品目、経済産業省所管分が1品目である。なお、CPTPP協定CPTPP第2章附属書2-D付録A 第C節の国別関税割当て(CSQ)の9(f)の規定に基づき、CPTPP協定が発効後は、日オーストラリア経済連携協定に基づく麦芽の関税割当ては行われない。割当数量は、EPA協定に規定されているため国内法令で定めることはされていない。